# African Footprint
African Footprint ist ein südafrikanisches Musical zu Gedichten von Don Mattera; seine Musik schrieb Richard Loring. Es erzählt von Aufbruch, Hoffnung und Neubeginn in Südafrika.
Am 11. Mai 2000 fand die Premiere des Musicals in Anwesenheit des südafrikanischen Präsidenten Thabo Mbeki im neu eröffneten Globe Theatre vor den Toren der südafrikanischen Millionenmetropole Johannesburg statt.
Eine Welttournee führte die Gruppe (mit je rund 30 Darstellern) von den USA über Australien, China, Österreich und Italien nach Deutschland. 2010 gastiert das Musical in Kanada.
Das Stück entstand als Mutmacher für die junge südafrikanische Demokratie in einer Diskothek in Johannesburg. Ein Großteil der Darsteller wurde ganz bewusst aus Soweto geholt. Viele von ihnen hatten keine Vorausbildung und keinerlei Bühnenerfahrung.
Für Europäer ist es kein ungewöhnlicher Anblick, Farbige und Weiße zusammen auf der Bühne zu erleben. Dass dieses in einem Land, in dem die Apartheid keine 10 Jahre her ist, bei weitem nicht so selbstverständlich ist, mag das Beispiel des Darstellers Alfred Phakathi bieten, dessen Mutter verhaftet wurde, nur weil sie einer Weißen die heruntergefallene Geldbörse aufhob und dabei leicht ihre Hand streifte – es war verboten, Weiße zu berühren.